# Ruillé-sur-Loir
Ruillé-sur-Loir korábbi község Franciaország Loire mente régiójában, Sarthemegyében. 2017. január 1-jén három másik korábbi községgel egyesült és az így létrejött Loir en Vallée új község része lett.
Lakosainak száma 1218 fő (2018. január 1.). Ruillé-sur-Loir Saint-Georges-de-la-Couée, Vancé, Tréhet, La Chapelle-Gaugain, La Chartre-sur-le-Loir, Courdemanche, Lhomme, Poncé-sur-le-Loir és Sainte-Osmane községekkel határos.

## Népesség
A település népessége az elmúlt években az alábbi módon változott:
| Lakosok száma | 1191 | 1207 | 2350 | 1217 | 1218 |
|               | 2013 | 2015 | 2016 | 2017 | 2018 |